# Rapport Voorwerk II
Het Rapport Voorwerk II is een landelijke richtlijn uit 2000 voor rechters om de hoogte van de buitengerechtelijke kosten in civiele zaken te bepalen. Dit betreft vooral incassokosten. 
Aanleiding tot het rapport vormde de constatering dat veel professionele schuldeisers hoge buitengerechtelijke kosten berekenden aan de schuldenaren, terwijl daar geen daadwerkelijke kosten tegenover stonden.
Om deze praktijk te beëindigen werd de berekening van de buitengerechtelijke kosten gekoppeld aan een systeem met punten per incassohandeling. Tevens werd vastgelegd dat de buitengerechtelijke kosten (exclusief de wettelijke rente) maximaal 15% van de gevorderde hoofdsom mogen bedragen. In deze kosten zijn ook de "administratiekosten" of "bureaukosten" begrepen, die vaak flink konden oplopen. Deze kunnen niet nog extra in rekening worden gebracht.